# 602-й пушечный артиллерийский полк

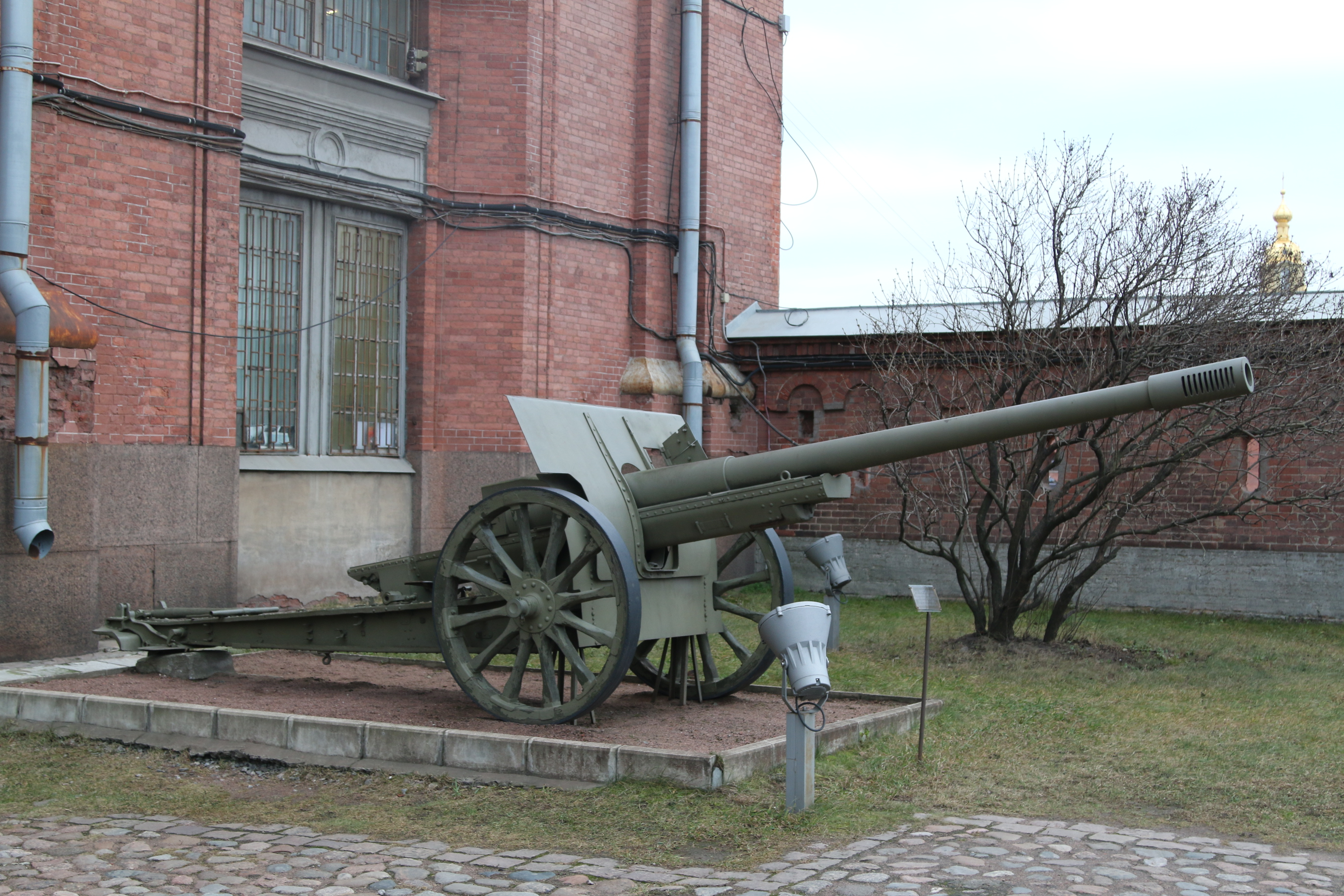
107-мм пушка образца 1910/30 годов

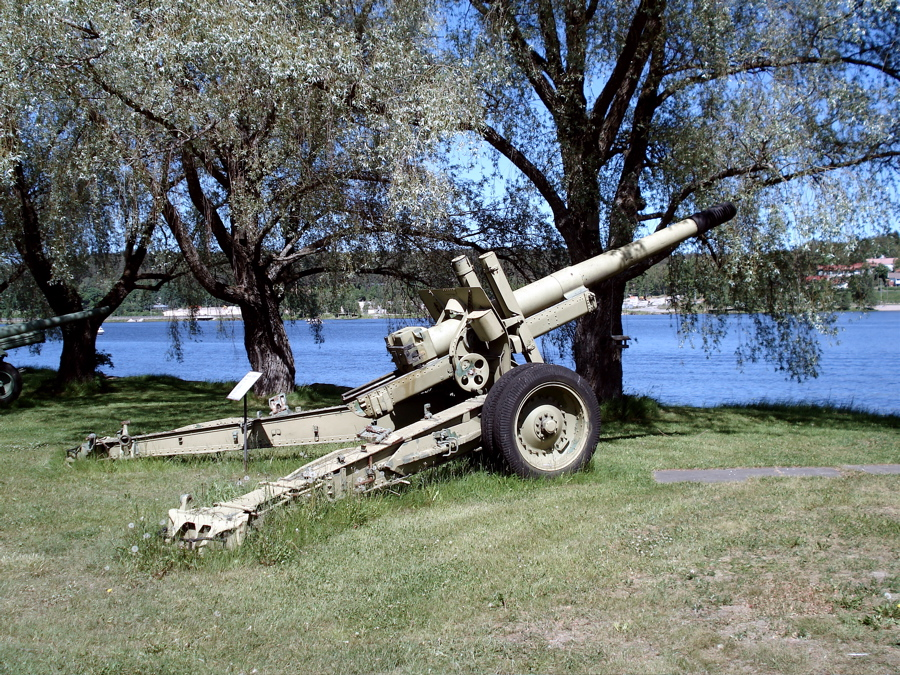
152-мм гаубица-пушка образца 1937 года (МЛ-20)

602-й пушечный артиллерийский полк Артиллерии резерва Главного командования — воинское формирование Вооружённых Сил СССР, принимавшее участие в Великой Отечественной войне.
Сокращённое наименование — 602 пап РГК.

## История
В сентябре 1941 года на основании Директивы Народного Комиссара Обороны СССР № 107601 от 22 сентября 1941 года на основе 2-го дивизиона 594-го тяжёлого пушечного артиллерийского полка АРГК МВО был сформирован 602-й пушечный артиллерийский полк АРГК, по штату № 08/111, в составе 2-х дивизионов по три двухорудийных батареи 107-мм пушек образца 1910/30 годов. 602-й пап проходил формирование с 23 по 28 сентября 1941 года, в городе Шуя Ивановской области. На укомплектование полка был направлен рядовой, младший и средний начальствующий состав призванный из районов Ивановской области. По мере комплектования формировались расчёты, батареи, проходило боевое слаживание. С 28 по 30 сентября были проведены контрольные занятия по специальности.
1 октября 1941 года полк погрузился на платформы на станции Шуя и вместе с 594-м пушечным артиллерийским полком по железной дороге убыл в распоряжение Юго-Западного фронта.
Численный и боевой состав полка на 6 ноября 1941 года. Личный состав: начсостав 89 человек, младший начсостав 155 человек, рядовых 575 человек Техника: автомашин легковых 2, автомашин грузовых 82, тракторов 20. Вооружение: винтовок 509, ручных пулемётов 13, орудий 11.
23 февраля 1942 года на торжественном заседании горкома и горисполкома Шуи, посвящённом 24-й годовщине Красной Армии, от имени 602-го пап РГК с рапортом к рабочим, колхозникам, интеллигенции Шуйского района выступил батальонный комиссар Мухин Андрей Иванович, прибывший с фронта с делегацией из четырёх бойцов полка — шуян.
Приказом НКО Обороны СССР № 363 от 17 ноября 1942 года 602-й пушечный артиллерийский полк АРГК за проявленную отвагу в боях за Отечество с немецкими захватчиками, за стойкость, мужество, дисциплинированность и организованность, за героизм личного состава преобразован в 76-й гвардейский пушечный артиллерийский полк АРГК.

## Участие в боевых действиях
Период вхождения в действующую армию: 4 октября 1941 года — 17 ноября 1942 года.
К исходу 4 октября 1941 года полк прибыл в расположение 76-й горнострелковой дивизии 38-й армии и занял огневые позиции в районе лес севернее хутора Белоусовка Харьковской области. 7 октября противник вклинился в ряды 76-й горнострелковой дивизии, 602-й артполк получил приказ поддерживать 434-й стрелковый полк 169-й стрелковой дивизии который был выброшен в район станции Коломак и Искровка для нанесения контрудара. 8 октября 1941 года, когда 1049-й стрелковый полк 300-й стрелковой дивизии был оттеснён противником, 602-й артполк стал прикрывать отход 1049-го полка одновременно продолжая поддерживать 434-й полк, в этом бою был тяжело ранен командир полка майор Волков, командование на себя принял начальник штаба старший лейтенант Дымнич. 8 октября в бою под Трудолюбовкой 2-й дивизион полка поддерживал обороняющийся 1049-й полк, противник потеснив нашу пехоту приблизился к огневым позициям дивизиона, артиллеристы вынуждены были организовать круговую оборону и вести огонь прямой наводкой расстреливая пехоту противника. В результате боя дивизиону удалось без потерь отойти на новый рубеж.
С 27 октября по 6 ноября 1941 года полк осуществил 200 км марш из Коробочкино в Арнаутово откуда через Пушкарку и Кондобарово перешёл в Нехаевку где до середины декабря осуществлял ремонт материальной части, автотранспорта и занимался боевой и политической подготовкой.
Боевым распоряжением штаба Юго-Западного фронта № 0435/оп от 17 декабря 1941 года 602-й и 594-й артполки переданы в подчинение 40-й армии для участия в наступлении в направлении Курск, 18 декабря 602-й артполк погрузился на станции Валуйки и отправился на другой участок фронта. 19 декабря полк прибыл в расположение 45-й стрелковой дивизии 40-й армии и занял огневые позиции в районе рощи северо-западнее Мансурово.
С 3 апреля по 28 июня 1942 года полк действовал в полосе обороны 45-й стрелковой дивизии Брянского фронта, своим мощным огнём обеспечивая прочную оборону дивизии на ответственном участке. На рассвете 28 июня 1942 года гитлеровские войска начали крупное наступление со стороны Курска и Белгорода в общем направлении на восток. Несмотря на ожесточённое сопротивление наших войск за первый день наступления противник продвинулся на 10 — 12 км и достиг реки Тим.
3 июля при отходе к переправе через реку Оскол 602-й артполк трижды принимал боевой порядок для отражения танков противника прямой наводкой. Все попытки прорвать с боем танковые заслоны через реки Оскол и Стуженёк оказались безуспешными. Оставшаяся в наличии материальная части в количестве пяти тракторов и пушек без боеприпасов была взорвана. Оставшийся личный состав побатарейно, группами стал пробиваться из окружения к реке Дон.
5 июля в командование полком вместо погибшего подполковника Юрова вступил начальник штаба полка капитан Чистяков. Всего через реку Дон переправилось 157 человек. Вышедшие из окружения остатки полка были сосредоточены в деревне Нижняя Байгора. 602-й пушечный артиллерийский полк приступил к новому формированию, а затем получил новую материальную часть: 152-мм пушки-гаубицы.
Пройдя отмобилизование и перевооружившись 25 июля 1942 года полк, в составе 40-й армии Воронежского фронта, выступил громить фашистов под Воронежем. С августа по декабрь 1942 года полк участвовал в оборонительных боях Воронежского фронта. Главной задачей в это время для полка была борьба с артиллерией противника и предотвращение прорыва танков и пехоты противника к переправам через Дон.

## Подчинение
| Дата            | Фронт (округ)      | Армия                 | Корпус | Дивизия | Примечания                                                         |
| --------------- | ------------------ | --------------------- | ------ | ------- | ------------------------------------------------------------------ |
| 01.10.1941 года | Резерв Ставки ВГК  | -                     | -      | -       | в качестве средств усиления 76-й гсд, 434-го сп 169-й сд, 300-й сд |
| 01.11.1941 года | Юго-Западный фронт | фронтового подчинения | -      | -       | -                                                                  |
| 01.12.1941 года | Юго-Западный фронт | 38-я армия            | -      | -       | в качестве средств усиления 45-й сд                                |
| 01.01.1942 года | Юго-Западный фронт | 40-я армия            | -      | -       | -                                                                  |
| 01.02.1942 года | Юго-Западный фронт | 40-я армия            | -      | -       | -                                                                  |
| 01.03.1942 года | Юго-Западный фронт | 40-я армия            | -      | -       | -                                                                  |
| 01.04.1942 года | Юго-Западный фронт | 40-я армия            | -      | -       | -                                                                  |
| 01.05.1942 года | Брянский фронт     | 40-я армия            | -      | -       | -                                                                  |
| 01.06.1942 года | Брянский фронт     | 40-я армия            | -      | -       | -                                                                  |
| 01.07.1942 года | Брянский фронт     | 40-я армия            | -      | -       | -                                                                  |
| 01.08.1942 года | Воронежский фронт  | 40-я армия            | -      | -       | -                                                                  |
| 01.09.1942 года | Воронежский фронт  | 40-я армия            | -      | -       | в качестве средств усиления 141-й сд                               |
| 01.10.1942 года | Воронежский фронт  | 40-я армия            | -      | -       | -                                                                  |
| 01.11.1942 года | Воронежский фронт  | 40-я армия            | -      | -       | -                                                                  |

## Командный и начальствующий состав

### Командиры полка
- Волков Сергей Васильевич (22.09.1941 — 08.10.1941), майор
- Дымнич Иван Григорьевич (08.10.1941 — 20.12.1941), старший лейтенант
- Юров Иван Леонтьевич (20.12.1941 — 3.07.1942), полковник
- Куликов Фёдор Васильевич (4.07.1942 — 17.11.1942), майор, подполковник

### Заместители командира по политической части
- Крылов Николай Семёнович (22.09.1941 — 03.07.1942), старший политрук, батальонный комиссар
- Мухин Андрей Иванович (03.07.1942 — 17.11.1942), батальонный комиссар

### Заместители командира по строевой части
- Четкин Никифор Иванович (05.1942 — 03.07.1942), майор

### Начальники штаба полка
- Дымнич Иван Григорьевич (28.09.1941 — 08.10.1941, 20.12.1941 — 20.02.1942), старший лейтенант, капитан
- Морачевский Владимир Леонтьевич (08.10.1941 — 20.12.1941), старший лейтенант
- Чистяков Василий Егорович (20.02.1942 — 09.1942), капитан
- Юшковский Михаил Фёдорович (09.1942 — 17.11.1942), капитан

### Помощники начальника штаба полка
- Морачевский Владимир Леонтьевич (28.09.1941 — 08.10.1941, 20.12.1941 — 21.12.1941), старший лейтенант
- Чистяков Василий Егорович (21.12.1941 — 20.02.1942), капитан
- Юшковский Михаил Фёдорович (20.02.1942 — 09.1942), старший лейтенант
- Бондаренко Авксентий Дмитриевич (? — 03.07.1942), младший лейтенант

## Память

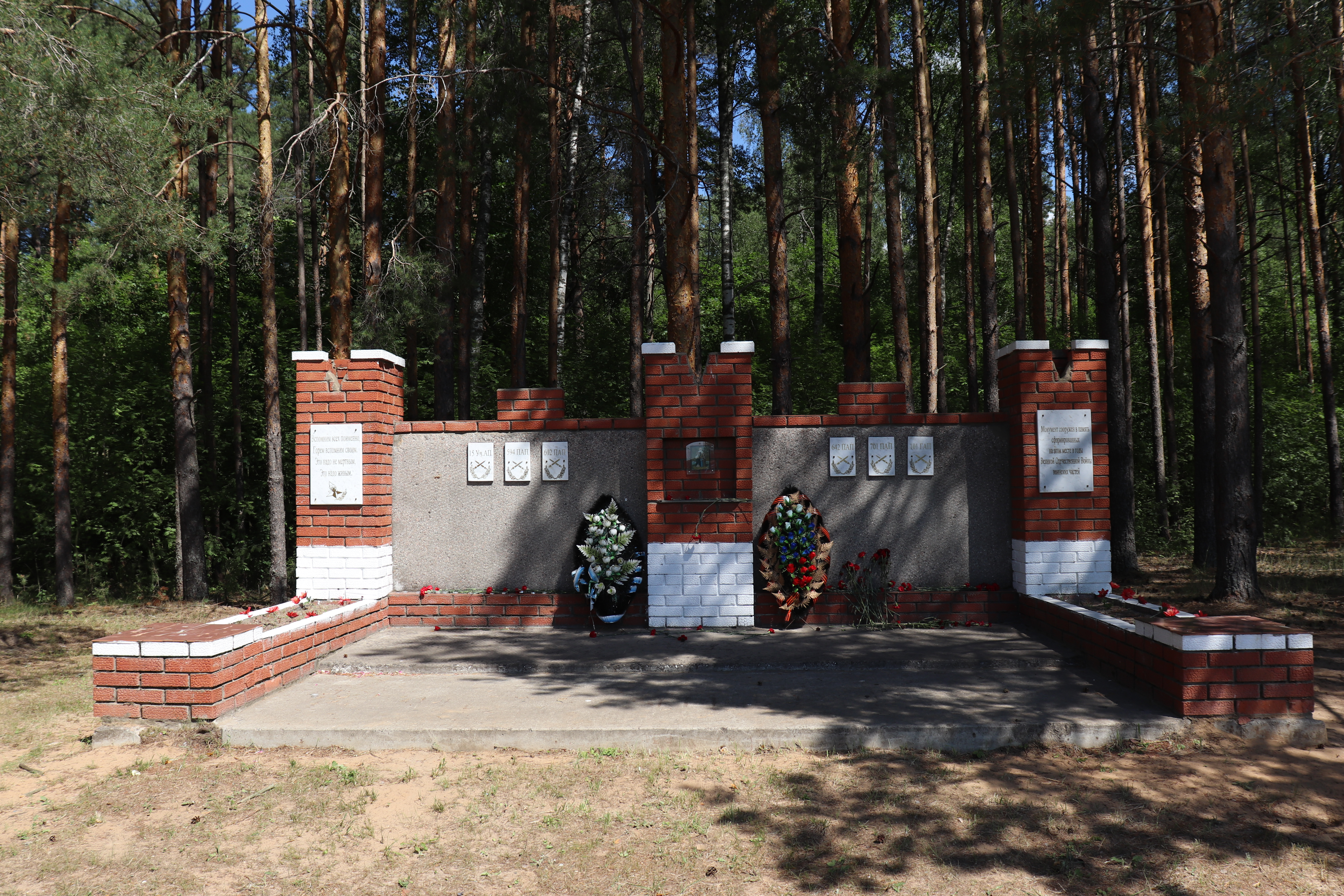
Мемориал памяти о сформированных на Шуйской земле войсковых частях, у деревни Косячево.

Благодаря совместной работе Совета ветеранов 602-го пушечного артиллерийского полка и клуба «Поиск» шуйской школы № 18 в 1975 году у деревни Косячево Шуйского района был установлен памятный знак о сформированных на Шуйской земле войсковых частях: 602-го пушечного и 101-го гаубичного артиллерийских полках. Со временем удалось установить наименования ещё четырёх сформированных артиллерийских полков: 15-го учебного, 594-го, 642-го и 701-го пушечных. Поэтому Шуйский совет ветеранов военной службы выступил с инициативой возведения на этом месте нового монумента, который был открыт 28 июня 2009 года.